# Grand Prix automobile d'Autriche 1980
Résultats du Grand Prix automobile d'Autriche de Formule 1 1980 qui a eu lieu sur l'Österreichring le 17 août 1980.

## Classement
| Pos. | No | Pilote                | Écurie          | Tours | Temps/Abandon                     | Grille | Points |
| ---- | -- | --------------------- | --------------- | ----- | --------------------------------- | ------ | ------ |
| 1    | 15 | Jean-Pierre Jabouille | Renault         | 54    | 1 h 26 min 15 s 73 (223,181 km/h) | 2      | 9      |
| 2    | 27 | Alan Jones            | Williams-Ford   | 54    | + 0 s 82                          | 3      | 6      |
| 3    | 28 | Carlos Reutemann      | Williams-Ford   | 54    | + 19 s 36                         | 4      | 4      |
| 4    | 26 | Jacques Laffite       | Ligier-Ford     | 54    | + 42 s 02                         | 5      | 3      |
| 5    | 5  | Nelson Piquet         | Brabham-Ford    | 54    | + 1 min 02 s 81                   | 7      | 2      |
| 6    | 12 | Elio De Angelis       | Lotus-Ford      | 54    | + 1 min 14 s 97                   | 9      | 1      |
| 7    | 8  | Alain Prost           | McLaren-Ford    | 54    | + 1 min 33 s 41                   | 12     |        |
| 8    | 2  | Gilles Villeneuve     | Ferrari         | 53    | + 1 tour                          | 15     |        |
| 9    | 16 | René Arnoux           | Renault         | 53    | + 1 tour                          | 1      |        |
| 10   | 6  | Héctor Rebaque        | Brabham-Ford    | 53    | + 1 tour                          | 14     |        |
| 11   | 20 | Emerson Fittipaldi    | Fittipaldi-Ford | 53    | + 1 tour                          | 23     |        |
| 12   | 9  | Marc Surer            | ATS-Ford        | 53    | + 1 tour                          | 16     |        |
| 13   | 1  | Jody Scheckter        | Ferrari         | 53    | + 1 tour                          | 22     |        |
| 14   | 29 | Riccardo Patrese      | Arrows-Ford     | 53    | + 1 tour                          | 18     |        |
| 15   | 50 | Rupert Keegan         | Williams-Ford   | 52    | + 2 tours                         | 20     |        |
| 16   | 21 | Keke Rosberg          | Fittipaldi-Ford | 52    | + 2 tours                         | 11     |        |
| Abd. | 43 | Nigel Mansell         | Lotus-Ford      | 40    | Moteur                            | 24     |        |
| Abd. | 7  | John Watson           | McLaren-Ford    | 34    | Moteur                            | 21     |        |
| Abd. | 23 | Bruno Giacomelli      | Alfa Romeo      | 28    | Perte d'une roue                  | 8      |        |
| Abd. | 25 | Didier Pironi         | Ligier-Ford     | 25    | Tenue de route                    | 6      |        |
| Abd. | 3  | Jean-Pierre Jarier    | Tyrrell-Ford    | 25    | Allumage                          | 13     |        |
| Abd. | 31 | Eddie Cheever         | Osella-Ford     | 23    | Roulement de roue                 | 19     |        |
| Abd. | 4  | Derek Daly            | Tyrrell-Ford    | 12    | Accident                          | 10     |        |
| Abd. | 11 | Mario Andretti        | Lotus-Ford      | 6     | Moteur                            | 17     |        |
| Nq.  | 14 | Jan Lammers           | Ensign-Ford     |       | Non qualifié                      |        |        |
| Nq.  | 30 | Jochen Mass           | Arrows-Ford     |       | Non qualifié                      |        |        |

## Pole position et record du tour
- Pole position : René Arnoux en 1 min 30 s 27 (vitesse moyenne : 236,969 km/h).
- Meilleur tour en course : René Arnoux en 1 min 32 s 653 au 50e tour (vitesse moyenne : 231,181 km/h).

## Tours en tête
- Alan Jones : 2 (1-2)
- René Arnoux : 19 (3-21)
- Jean-Pierre Jabouille : 33 (22-54)

## À noter
- 2e victoire pour Jean-Pierre Jabouille.
- 4e victoire pour Renault en tant que constructeur.
- 4e victoire pour Renault en tant que motoriste.
- 1er départ en Grand Prix pour Nigel Mansell.